# Щавлева кислота
Щавле́ва кислота́ (оксала́тна кислота́) — тверда кристалічна речовина білого кольору без запаху, тоне і легко розчинна у воді (80 г/л). Це слабка  кислота, проте є однією з найсильніших органічних кислот. В природі найчастіше міститься у вигляді кальцієвих солей (оксалати). Міститься у щавлі, шпинаті, бегонії — 10-16 %. Оксалат кальцію може відкладатися у суглобах чи формувати камені у сечовивідних шляхах.

## Отримання
Щавлеву кислоту отримують окисненням етиленгліколю:
{\displaystyle {\ce {HO-CH2-CH2-OH +2O2->HOOC-COOH +2H2O}}}
ЇЇ також можна отримати при нагріванні форміату натрію. В результаті утворюється оксалат натрію. Потім до нього додають кислоту:
{\displaystyle {\ce {2H-COONa->[400^oC]NaOOC-COONa +H2}}}
{\displaystyle {\ce {NaOOC-COONa +2HCl ->HOOC-COOH +2NaCl}}}

## Хімічні властивості
Двоосновна кислота (HOOC-COOH), може розпадатися на іони:
{\displaystyle {\ce {C2O4H2 <=> C2O4H- + H+}}}; pKa = 1,27
{\displaystyle {\ce {C2O4H- <=>C2O4^2- + H+}}}; pKa = 4,28
При взаємодії з лугами утворює гідрооксалати та оксалати: 
{\displaystyle {\ce {HOOC-COOH + NaOH -> HOOC-COONa + H2O}}}
{\displaystyle {\ce {HOOC-COONa + NaOH ->NaOOC-COONa + H2O}}}
Щавле́ва кислота особливо здатна до декарбоксилювання — руйнування карбоксильної групи:{\displaystyle {\ce {HOOC-COOH->[t]H-COOH + CO2}}}
У концентрованій сульфатній кислоті розкладається на оксид карбону, діоксид карбону та воду:
{\displaystyle {\ce {HOCO-COOH ->[H_2SO_4] H2O +CO +CO2}}}
При окисненні розкладається на вуглекислий газ та воду:
{\displaystyle {\ce {HOOC-COOH +1/2O2 ->2CO2 +H2O}}}

## Токсичність
Пероральна LDLo (найнижча опублікована летальна доза) щавлевої кислоти становить 600 мг/кг. Смертельна пероральна доза становить від 15 до 30 грамів. Токсичність щавлевої кислоти обумовлюється нирковою недостатністю, яка спричиняється осадженням твердого оксалату кальцію.
Оксалат спричиняє мітохондріальну дисфункцію.
Вживання етиленгліколю призводить до утворення щавлевої кислоти як метаболіту, й таким чином, призводить до гострої ниркової недостатності.

## Ниркові камені
Більшість каменів у нирках, 76 %, складаються з оксалату кальцію.

## Застосування
Розчин щавлевої кислоти застосовується для боротьби з вароатозом медоносних бджіл.